# Johan Tobias Sergel
Johan Tobias Sergel (Estocolmo, 28 de agosto de 1740 – 26 de fevereiro de 1814)  foi um proeminente escultor sueco, ativo na segunda metade do séc. XVIII .
Deu às suas obras um caráter pessoal e sensual.

## Vida
Johan Tobias Sergel viveu durante o reinado de Gustavo III, por quem foi favorecido, e foi um dos maiores expoentes da Era Gustaviana.

## Obras
Embora tenha sido o maior escultor sueco da época, ficou  ainda conhecido pelas suas gravuras rápidas de cenas do dia-a-dia.

### Esculturas
- Faunen
- Venus
- Gustavo III (1808, em Skeppsbron, Estocolmo)

### Desenhos
- Autorretrato (1793)
- Carl Michael Bellman (1790)